# 藤沢麻弥
藤沢 麻弥（ふじさわ まや、1988年7月25日 - ）は日本の女優。神奈川県生まれの千葉県育ち。趣味・特技はピアノ弾き、バレエ。劇団ひまわり所属。
『モスラ』（1996年）以降は一時期芝居の仕事から離れていたが、現在はスーパー・エキセントリック・シアター所属の劇団員として活躍。
2011年7月30日に開催された『モスラ誕生祭』に登壇した。

## 代表作

### テレビドラマ
- ショートピース （フジテレビ）
- 四つ葉神社ウラ稼業 失恋保険〜告らせ屋〜 （読売テレビ）

### テレビバライティー
- 英語であそぼ （NHK教育テレビ）
- 祝女 （NHK教育テレビ）

### 映画
- モスラ（1996年） - 後藤若葉 役[1]
- パラサイト・イヴ（1997年）